# Juan Cristóbal González
Juan Cristóbal González Quesada, conocido artísticamente como Juan Cristóbal (Ohanes, 1897-Cadalso de los Vidrios, 1961), fue un escultor español.

## Biografía
En 1906 su padre emigra a Argentina y él se instala en casa de su tía en Granada, donde pasó su adolescencia. Inició sus estudios en el taller de Nicolás Prado Benítez y en la Escuela de Artes y Oficios de esta ciudad. Al tiempo se trasladó a Madrid, becado por el ayuntamiento de su pueblo natal, para entrar como aprendiz en el taller de Mariano Benlliure. Su verdadera formación, no obstante, tuvo lugar en el Museo de Reproducciones Artísticas, donde copió a los clásicos griegos, romanos y renacentistas, como Donatello. Su labor comenzó a ser conocida en 1917, cuando expuso en el Ateneo de Madrid y obtuvo el segundo premio de la Exposición Nacional de Bellas Artes. Despuntó por fin en 1922, cuando logró el máximo galardón con gran éxito de crítica, siendo reconocido una segunda vez con este premio en 1927.
Fue cofundador el 11 de febrero de 1933 de la Asociación de Amigos de la Unión Soviética. Expuso su obra en múltiples ocasiones, tanto individual como colectivamente. Destacan la exposición organizada en 1958  en la Biblioteca Nacional de Madrid, la de 1972 del Círculo de Bellas Artes, institución para la que había creado en los años 1930 la imagen de la Sibila Casandra, o la celebrada en el Palacio de Carlos V de Granada. En los últimos años de su vida, instaló su estudio en Ávila, donde vivió y trabajó hasta morir en la cercana población madrileña de Cadalso de los Vidrios el 19 de septiembre de 1961.

## Estilo y obra

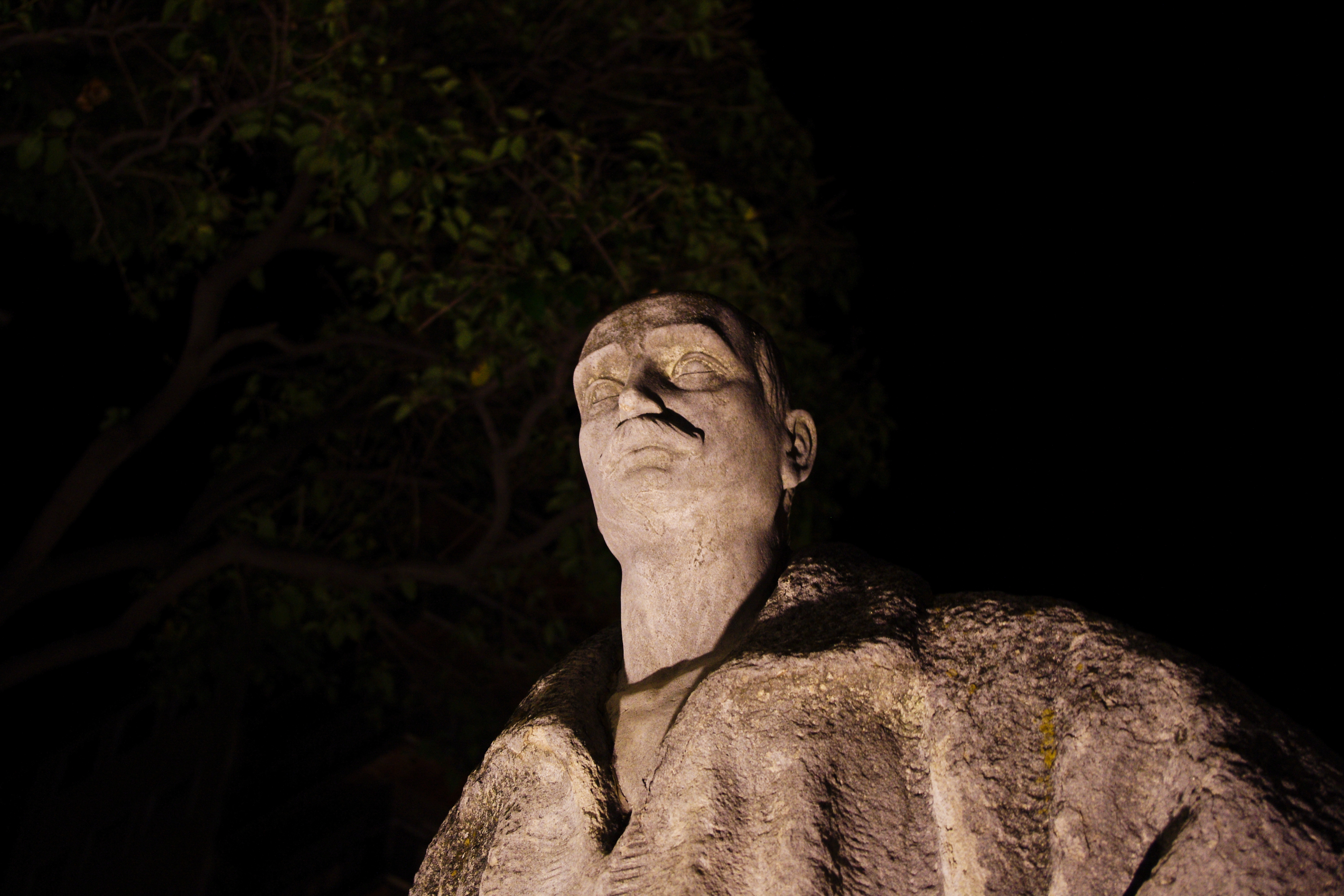
Monumento a Gabriel y Galán en Salamanca, 1925

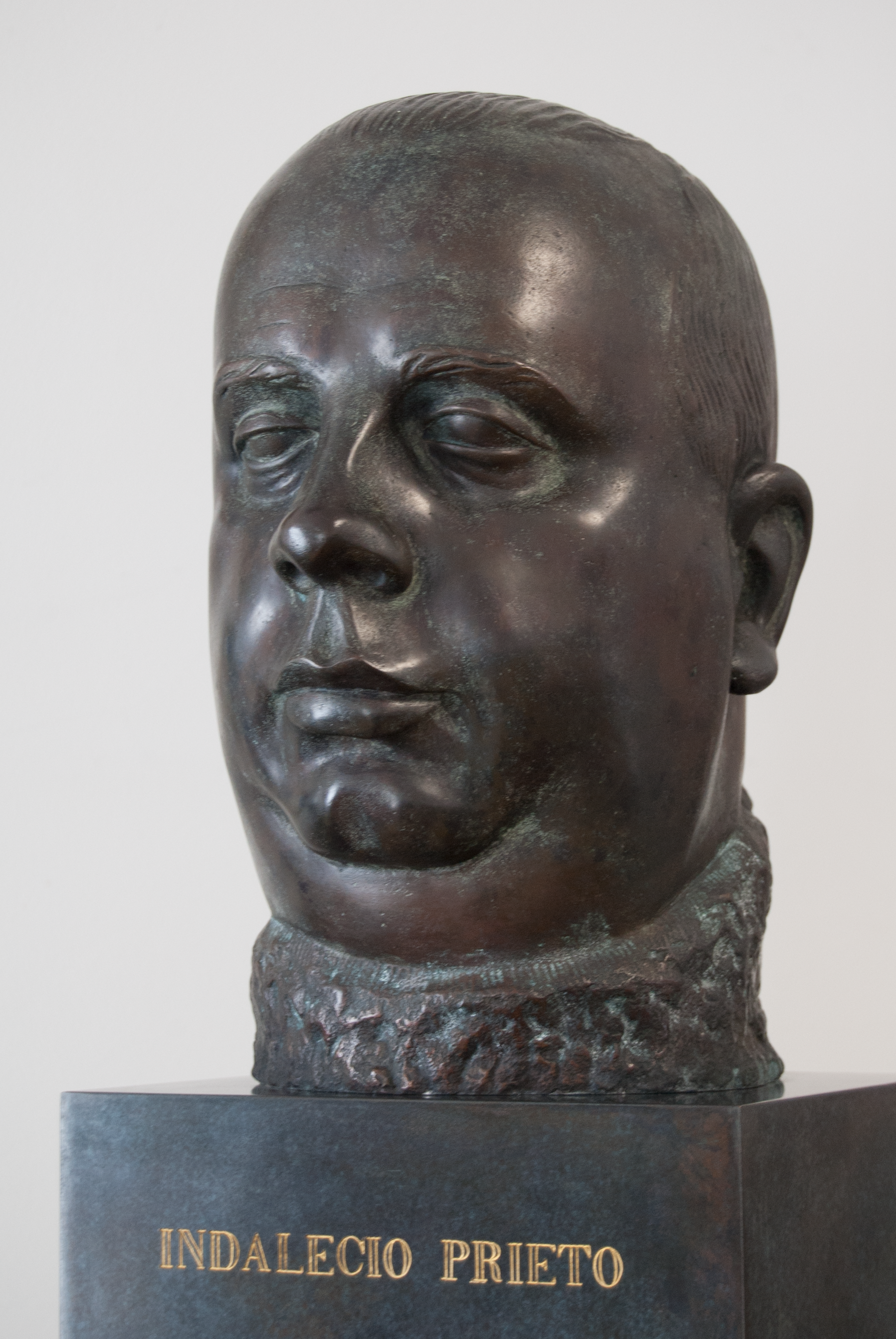
Busto de Indalecio Prieto, 1926).

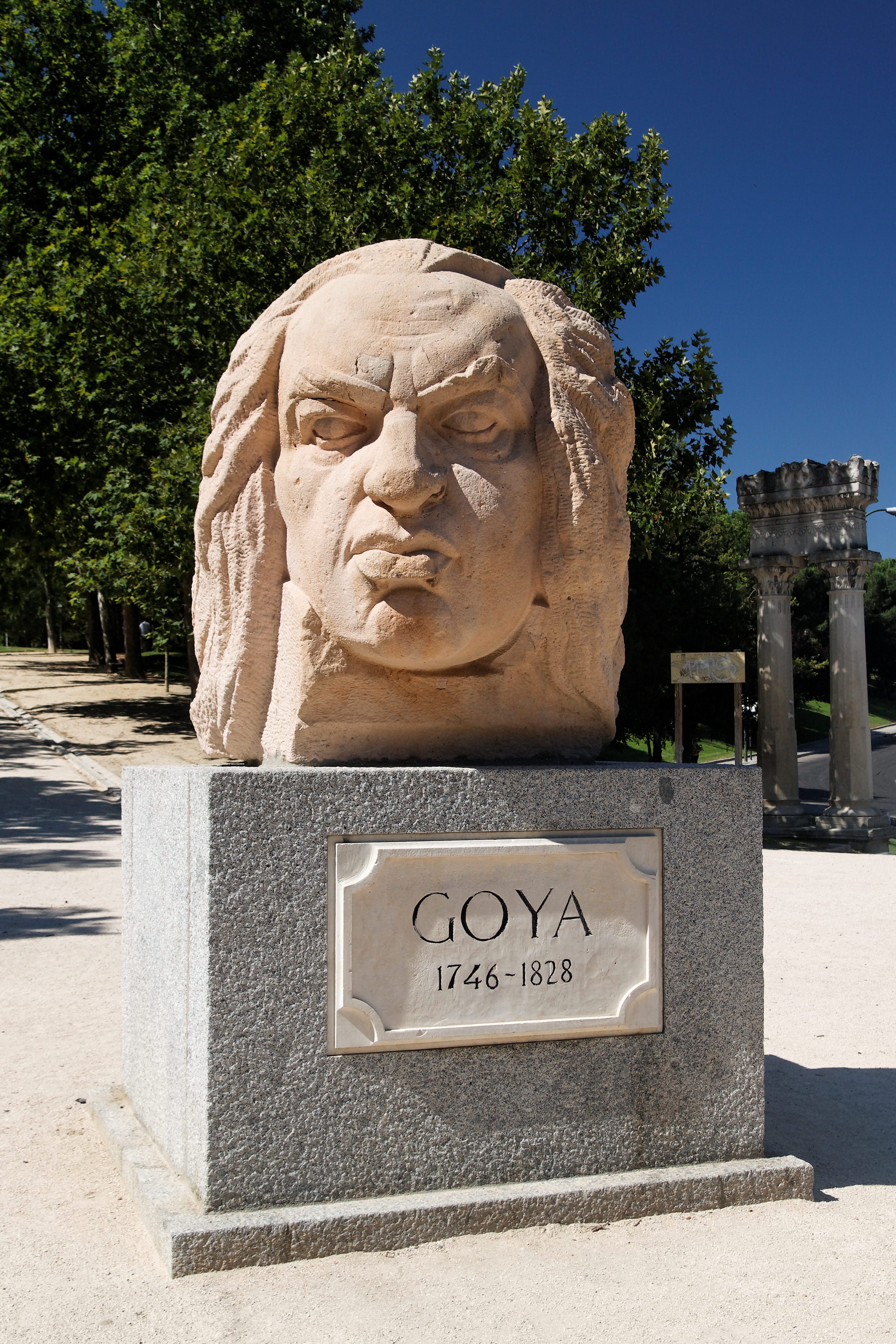
Monumento a Goya (1932), actualmente en el parque de San Isidro de Madrid.

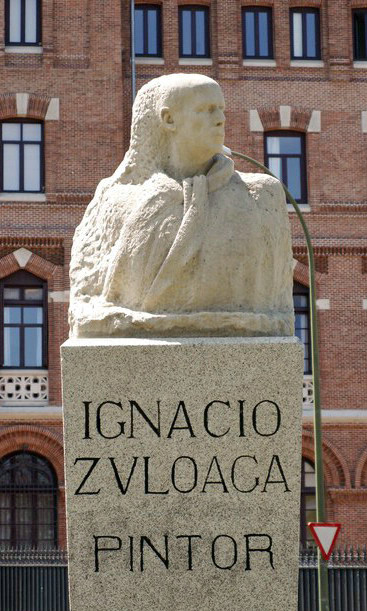
Monumento a Zuloaga (Madrid, 1947).

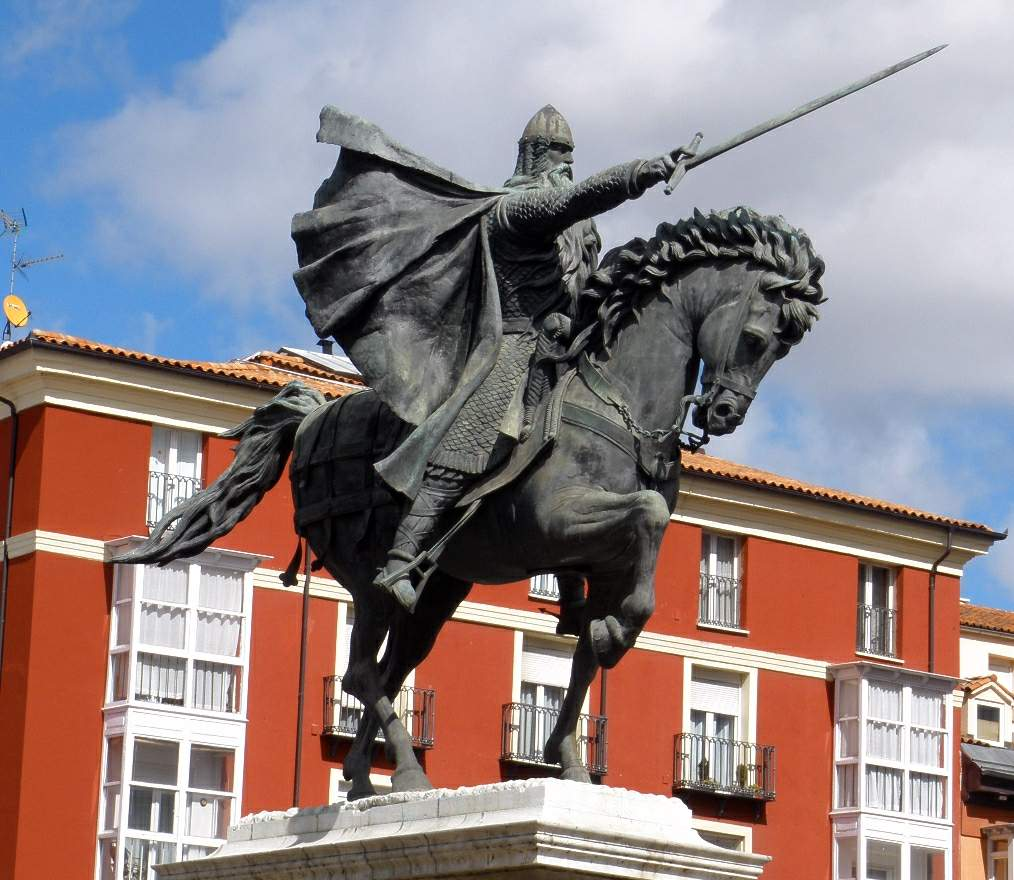
Monumento al Cid Campeador en Burgos, inaugurada en 1955.

Juan Cristóbal trabajaba piedra, bronce y madera. En su estilo confluyen el helenismo y el quattrocento italiano más clásicos con las corrientes contemporáneas, combinando asimismo en su lenguaje el simbolismo y el realismo. 
Se especializó en arte urbano e imágenes monumentales. Son obra suya, entre otras muchas, el majestuoso Cid Campeador a caballo de Burgos, el monumento a Julio Romero de Torres de Córdoba o las estatuas de Manuel de Falla y Ángel Ganivet existentes en Granada. También retrató a Indalecio Prieto o Ramón Pérez de Ayala.

### Algunas exposiciones
- 1912.Sociedad Filarmónica, Granada
- 1917.Exposición Nacional de Bellas Artes

Sala Santa Catalina, Ateneo de Madrid (exposición de escultura y pintura conjunta con Ismael de la Serna), Madrid. Centro Artístico, Colegio Mayor San Bartolomé, Granada
- 1920.Exposición Nacional de Bellas Artes. Exposición española en Londres
- 1922.Exposición Nacional de Bellas Artes. Exposición Bustos Policromados, Madrid
- 1924.Exposición Nacional de Bellas Artes (como miembro del jurado y participación fuera de concurso). Exposición Bienal de Venecia, Venecia
- 1927.Exposición Nacional de Bellas Artes
- 1928.Exposición Española, Bruselas
- 1929.Exposición Nacional de Bellas Artes de Barcelona.Exposición Regional de Arte Moderno, Granada
- 1932.Exposición del Círculo de Bellas Artes en su cincuentenario
  - Varias exposiciones póstumas entre ellas:
- 1965.Exposición Homenaje en la Biblioteca Nacional, Dirección de Bellas Artes, Madrid (póstuma)
- 1983.Julio Romero de Torres, Ayuntamiento de Córdoba
- 1985.Escultura Española 1900-1936, Palacio de Velázquez y Palacio de Cristal, Madrid
- 1989."Julio Antonio y su tiempo", Real Academia de Bellas Artes de San Fernando, Madrid
- 1997."Generación del 27. Artistas en los años de preguerra", Fundación Caja Granada, Fundación Caja San Fernando, Granada y Sevilla
- 2004.Obras del Museo de Bellas Artes de Granada, Real Academia de Bellas Artes de San Fernando, Madrid. Obras del Museo de Bellas Artes de Granada, Museo de Bellas Artes de Sevilla, Sevilla
- 2006."Artes Plásticas del siglo XX", Museo de Málaga, Delegación de Cultura de Málaga, Málaga

### Obras públicas
- León, 1917, Puente Internacional, Irún, Guipúzcoa
- Monumento a Ángel Ganivet,1921, Plaza del Tomate, Bosques de la Alhambra, Granada
- Monumento a Francisco Maldonado, 1921, Plaza de los Bandos, Salamanca
- Monumento a José A. Jáuregui, 1922, Candelario, Salamanca
- Monumental cabeza de elefante, 1922, Presa de El Salto, El Carpio, Córdoba
- Monumento a Gabriel y Galán, 1925, Plaza de Gabriel y Galán, Salamanca
- Relieve La Música, 1926, Círculo de Bellas Artes,  fachada calle Marqués de Riera, Madrid
- Monumento a Martínez Montañés, Plaza del Arcipreste de Hita, Alcalá la Real, Jaén
- Monumento a Diego Fernando Montañés, 1928, Avenida de Ramón y Carranza, Cádiz
- Monumento a Carlo Navarro Rodrigo, 1929, Almería
- Isabel, la Católica (Monumento a Cuba), 1930-31, Plaza de El Salvador, Parque de El Retiro, Madrid
- Monumento a Goya, 1932, Madrid
- Monumento a Julio Romero de Torres, 1940, Córdoba
- Monumento a Ignacio Zuloaga, 1947, Plaza de las Vistillas, Madrid
- Monumento al Cid Campeador ,1955, Burgos
- Monumento a Gibraltar, 1955, San Roque, Cádiz
- Monumento a Diego Ventaja, 1961, Ohanes, Almería

### Obras religiosas
- Cristo de la Expiración. Parroquia de la Asunción de Nuestra Señora, Campo de Criptana, Ciudad Real.
- Cristo Yacente con brazos articulados, Real Hermandad del Santísimo Entierro de Nuestro Señor Jesucristo, Villa del Río, Córdoba
- Nazareno, Hermandad Nuestro Padre Jesús Nazareno, Nueva Carteya, Córdoba
- Cristo con la Cruz acuestas, 1945, madera policromada, Ermita de Ntro. Padre Jesús Nazareno, Bujalance, Córdoba
- Panteón Concha Heres, Cementerio de Grado, Asturias
- Capilla de la Nunciatura, Cripta de la Catedral de la Almudena, Madrid
- Panteón Cecilio Fernández, Cementerio de San Isidro, Madrid
- Sepulcro de la familia Rafael Fernández Abril y Concepción Díaz, 1922, mármol y piedra, cementerio de Santa María, Madrid
- Sepulcro de don Pedro Monedero Martín, Fundador del asilo Santa Eugenia, 1925, mármol negro y blanco, Cevico de la Torre, Palencia

### Obras en museos y otras instituciones
- Museo Bellas Artes de Asturias, Oviedo
- Museo de Arte Moderno de Barcelona
- Museo Bellas Artes de Córdoba
- Museo Julio Romero de Torres, Córdoba
- Museo Bellas Artes de Granada
- Museo Casa de los Tiros, Granada
- Museo Reina Sofía, Madrid
- Museo Bellas Artes de Málaga
- Museo Nacional de Escultura, Valladolid (Busto de Pío del Río-Hortega)
- Museo de Bellas Artes de Vitoria, Álava
- Teatro Manuel de Falla, Cádiz
- Archivo Manuel de Falla, Granada
- Auditorio Manuel de Falla, Granada
- Centro Artístico y Literario, Granada
- Facultad de Derecho, Universidad de Granada, Granada
- Círculo de Bellas Artes, Madrid
- Conservatorio de Música, Madrid
- Fundación Eduardo Capa, Arganda del Rey, Madrid
- Facultad de Filosofía y Letras, Universidad Complutense de Madrid, Madrid
- Rectorado Universidad Complutense de Madrid
- Real Colegio de España, Bolonia, Italia
- Instituto Valencia de Don Juan, Madrid

### Obras en otros lugares públicos
- Maternidad del "Cristu Benditu", jardines del Restaurante Casa Pedro, Fuencarral, Madrid (actualmente trasladado a dependencias particulares)

## Premios y distinciones
- 1912.Primer premio en la exposición de la Sociedad Filarmónica de Granada
- 1917.Segunda Medalla en la Exposición Nacional de Bellas Artes (con su obra "Desnudo")
- 1919.Gran diploma de honor en la Exposición Hispano-Francesa de Zaragoza
- 1920.Condecoración en la Exposición Nacional de Bellas Artes
- 1921.Primera Medalla en la Exposición de Artes Decorativas (con la cabeza de elefante para el proyecto para la presa de El Salto, El Carpio, Córdoba)
- 1922.Primera Medalla en la Exposición Nacional de Bellas Artes (con la obra "La noche")
- 1926.Segunda Medalla en la Exposición Círculo de Bellas Artes
- 1927.Primera Medalla en la Exposición Nacional de Bellas Artes
- 1929.Medalla de Primera Clase en la Exposición Nacional de Bellas Artes, Barcelona (con la obra "Maja"). Primer Premio en la Exposición Regional de Arte Moderno, Granada
- 1930.Medalla de Oro en el Círculo de Bellas Artes de Madrid
- 1931.Es nombrado miembro de la Junta del Museo de Arte Moderno
- 1932.Primera Medalla en la Exposición del Círculo de Bellas Artes en su cincuentenario